# GEDCOM
GEDCOM (Genealogical Data Communication) è un formato di file che può essere considerato uno standard de facto, utilizzato per la genealogia. Si tratta di un file di testo con informazioni raccolte secondo uno schema prefissato. Le specifiche di questo formato sono state progettate dalla Chiesa di Gesù Cristo dei santi degli ultimi giorni..

## Esempi di struttura
Il seguente è un esempio di file GEDCOM.

## Versione
L'attuale versione del disciplinare GEDCOM 5.5 è stata pubblicata il 12 gennaio 1996.